# Grabenkarspitze
La Grabenkarspitze est une montagne qui s’élève à 2 471 m d’altitude dans les Karwendel, en Autriche.